# Азбучная война
«Азбучная война» (укр. азбучна війна), «азбучная буря» (укр. азбучна завірюха), «азбучные войны» — борьба украинской общественности Галиции в XIX веке против попыток перевода украинского алфавита на латинскую графику.
Это название, вероятно, является позднейшей калькой с обозначения дискуссий о правописании в словенском языке, имевших место в начале 1830-х годов — термин «азбучная война» (нем. ABC-Krieg) применительно к ним был употреблен М. Чопом в одноимённой статье, опубликованной 27 июля 1833 года в журнале «Illyrisches Blatt». До сих пор не выяснено, кто и когда впервые употребил данный термин в связи с событиями в Галиции.
Первый её этап начался в 1834 году после выхода в свет публикации И. Лозинского, в которой утверждалось, что латинские буквы могут более полно и точно, чем «мёртвая» кириллица, отразить характер украинского языка. Второй этап начался в 1859 году после публикации предложений Й. Иречека о введении украинской письменности на основе чешского алфавита. Обсуждение вопроса об алфавите велось вплоть до 1880-х годов, но не всегда было публичным.
Конкуренция кириллицы и латиницы приобрела черты межнациональной конфронтации между поляками и украинцами, поскольку для последних кириллица была символом собственной идентичности — сначала религиозной, поскольку кириллица связывалась с восточным богослужебным обрядом, а затем национальной. Обе стороны не учитывали тот факт, что используемое латиницей правописание значительно точнее передавало особенности западноукраинской речи.
Несмотря на относительно малый масштаб, «азбучная война» несколько оживила культурную жизнь Галиции, став важным как научным, так и общественно-политическим событием.
С одной стороны, «азбучная война» стала одной из предпосылок к активизации украинского национального движения в Галиции, консолидации сил в борьбе с попытками полонизации, развитию национальной культуры, а с другой — замкнула его на языковом вопросе, что отвлекало деятелей украинского национального движения от решения других проблем, хотя и способствовало повышению интереса образованной части населения к изучению живого народного языка и осознанию этнического единства украинского населения Австро-Венгрии и Российской империи. «Азбучная война» способствовала зарождению русофильства и украинофильства в Галиции. Русофилы считали, что введение латиницы было направлено на разрушение «общерусского единства» украинцев, белорусов и русских, которое, по их мнению, обеспечивалось при использовании кириллицы. Сторонники латиницы же отделяли церковнославянский язык от живого народного, тем самым став предшественниками украинофилов, сторонников дальнейшего развития украинского языка на народной основе.

## Первая «азбучная война»

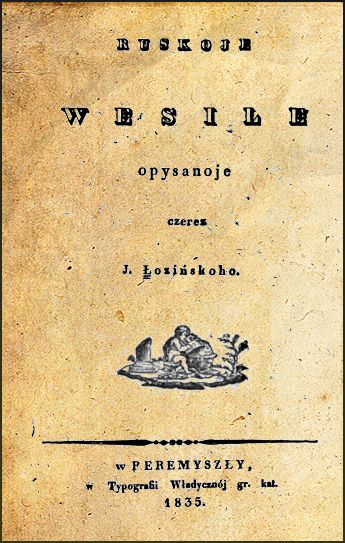
Титульный лист книги И. Лозинского «Ruskoje wesile»

Прологом «азбучной войны» стал выпуск в 1833 году книги Вацлава Залеского «Русские и польские песни галицийского народа» (пол. «Pieśni polskie i ruskie ludu galicyjskiego»), в которой были помещены как польские, так и украинские народные песни, напечатанные польскими буквами. В введении к книге он выражал надежду, что в скором времени все славянские народы перейдут на латиницу и присоединятся тем самым к европейской литературе. Для Залеского кириллица была культурным маркером, отграничивающим европейскую культуру от неевропейской.
Первая вспышка «азбучной войны» была вызвана появлением в 1834 году в львовском еженедельнике «Rozmaitości Lwowskie» публикации Иосифа Лозинского «О введении польской азбуки в русскую письменность» (пол. «O wprowadzeniu abecadła polskiego do piśmiennictwa ruskiego»), в которой он под влиянием Залеского и Е. Копитара предложил ввести вместо не соответствующей фонетической системе украинского языка «мёртвой» кириллицы польский алфавит. Абецадло, на его взгляд, было более рациональным, лучше приспособленным к повседневному использованию и обучению чтению и письму. Для наглядного убеждения в целесообразности перехода на латиницу он в 1835 году издал свою этнографическую работу «Украинская свадьба» (Ruskoje wesile), напечатанную латинскими буквами. Это предложение Лозинского подверглось острой критике, в том числе со стороны Д. Зубрицкого («Апология кириллицы или русской азбуки», пол. «Apologia cyryliki czyli Azbuki ruskiej», 1834), который первым выступил против Лозинского, и И. Левицкого («Ответ на предложение о введении польской азбуки в русскую письменность», пол. «Odpowiedź na zdanie o zaprowadzeniu abecadła polskiego do piśmiennictwa ruskiego», 1834), а также «Русской троицы» — брошюра М. Шашкевича «Азбука і abecadło», опубликованная в 1836 году, сыграла ключевую роль в завершении первой «азбучной войны». С другой стороны, попытки внедрения латиницы были поддержаны рядом польских писателей, включая В. Залеского, А. Белёвского, А. Домбчаньского и Л. Семеньского. Ответы Лозинского на критику не прошли цензуру и были опубликованы лишь в 1903 году О. Маковеем.
Украинские исследователи XX—XXI веков соглашаются с мнением М. Шашкевича о том, что латинизация украинского алфавита привела бы к отрыву Западной Украины от Восточной. Вероятно, это стало бы препятствием для сохранения единства процесса развития украинской культуры на землях, входивших в состав Австро-Венгрии и Российской империи, и усилило бы угрозу культурной ассимиляции украинцев.

### Аргументы И. Лозинского
И. Лозинский считал, что украинский язык не имел собственной литературы (а все книги, вышедшие до 1834 года, написаны на языке, более близком к церковнославянскому, чем к разговорному украинскому языку) и не был литературным (кодифицированным), и поэтому предложил создавать письменность на основе польского алфавита, который, по его мнению, лучше всего подходил для передачи звуков украинского языка. Анализируя и сопоставляя кириллицу и абецадло, Лозинский писал, что, во-первых, сама система букв и их названий слишком сложна, а длинные названия букв усложняют запоминание звуков, которые они обозначают; во-вторых, в кириллице наблюдается дублирование букв (один звук обозначают ѕ и ѯ, о и ѡ, ѹ и ѵ, ѧ); а некоторые буквы читаются двояко, например и — как [i], иногда — как [ji] (имъ), иногда — как [ɪ] (роби); буква ї так же в одних случаях читается как [ji], в других — как [i]; лишним является ъ; одна и та же буква обозначает как [jɛ], так и [ɛ], нет букв для обозначения звука [ɡ], аффрикат [d͡z], [d͡ʒ], мягких согласных; в конце слова твёрдые и мягкие согласные обозначаются, соответственно, буквами ъ и ь, а написание dub, kóń является более простым, как и написание и падежных или личных форм (duba, końa); для этимологических о, е, читающихся в закрытых слогах как [i], можно использовать ó, é (kóń, méd). Мягкие согласные можно обозначить значком ´ (d´, t´, r´), а ударения, при необходимости, — горизонтальными чертами над буквами. Лозинский был сторонником принципа «один звук — одна буква», но предлагал ввести польские диграфы szcz, sz, cz и ch для обозначения звуков [ʃʧ], [ʃ], [ʧ] и [x], хотя в других славянских языках существовали особые буквы для обозначения этих звуков. Одним из главных аргументов в пользу введения абецадла Лозинский называл популяризацию украинского языка в мире.
Современные языковеды во многом соглашаются с Лозинским.

### Аргументы Д. Зубрицкого
Д. Зубрицкий считал, что современный ему украинский язык не может быть литературным, в отличие от языка древних литературных памятников.
На утверждение И. Лозинского о том, что буквы кириллицы имеют чересчур громоздкие названия, Зубрицкий приводил в пример латинские zet, ypsylon.
На аргумент Лозинского, что в кириллице некоторые буквы могут быть обозначены при помощи сразу нескольких букв, Зубрицкий отвечал, что каждая буква кириллицы имеет свое назначение и звучание, но это различие замечают лишь люди, хорошо знающие язык, и приводил примеры из немецкого языка, в котором якобы похожие звуки также обозначаются разными буквами (на самом деле в немецком разными буквами обозначаются разные фонемы, а в кириллице некоторые пары букв обозначали одну и ту же фонему, и для их употребления вводились искусственные правила).
На утверждение Лозинского о том, что одна и та же буква читается по-разному в зависимости от позиции в слове, он писал, что є всегда обозначает звук [e], но в начале слова украинцами эта буква часто произносится как [je], и указывает (не совсем корректно) на наличие в польском языке подобного примера — ę ([ɛ̃]). Для обозначения [ɛ], по его мнению, следовало использовать э (отсутствовавшую в кириллице, в отличие от гражданского шрифта).
Зубрицкий указывал, что латинизация не только не присоединит украинскую литературу к европейской, но и сделает её непонятной для болгар, сербов и части украинцев, проживавшей на территории Российской империи.
Зубрицкий пытался обосновать и несостоятельность других аргументов Лозинского — о буквах і, и, й, о ненужности ъ и ь, об отсутствии ґ и проч., но эти опровержения не были достаточно убедительны. Он подчёркивал, что негативное отношение к проекту Лозинского вызвано не стремлением критиковать польский язык и литературу, а соображениями, касающимися развития украинской литературы, основанной на кириллице.

### Аргументы И. Левицкого
Статья И. Левицкого во многом повторяет работу Зубрицкого, порой — дословно, возможно, она была просто присвоена Левицким.
Он подчёркивал, что буквы не читают по их названиям, и поэтому аргумент Лозинского о названиях кириллических букв несостоятелен.
Левицкий обратил внимание на длительную традицию использования кириллицы, которая была создана специально для славян, тогда как поляки заимствовали латиницу и были вынуждены добавлять в свой алфавит диакритические знаки, а звуки [ʃ], [ʃt͡ʃ], [ʧ] и [x] в польском языке обозначаются несколькими буквами вместо одной в украинском. Кириллица же, по мнению Левицкого, способна отразить на письме звучание украинского языка наиболее точно. Как и Зубрицкий, он считал, что произношение букв, обозначающих почти один и тот же звук, должно несколько различаться. Левицкий подчёркивал, что использование принципа «один звук — одна буква» приведёт к появлению большого количества новых омонимов, а использование дополнительных значков (например, макрона) в таких случаях считает ненужным усложнением правописания.
Левицкий вслед за Д. Зубрицким утверждал, что богослужебные книги, напечатанные латиницей, появились у униатов в первую очередь из-за нехватки денег для приобретения дорогих шрифтов для печати кириллицей, а использование кириллицы в богослужебных книгах было частью национальной идентичности украинцев. Он обращает внимание на тот факт, что неясно, за чей счёт будут перепечатываться украинские книги после перехода на латиницу, поскольку иначе книги, напечатанные кириллицей, будут непонятны следующим поколениям, что повредит развитию украинской культуры.
Он ссылался на чешского лингвиста Й. Добровского, считавшего кириллицу наиболее подходящей для славянских языков и использовавшего смешанный алфавит.
Левицкий одобрял попытки популяризации украинской литературы в Европе, но проект латинизации оценил как утопичный и говорил о том, что популяризации литературы больше всего послужит не смена алфавита, а создание выдающихся произведений и их достойных переводов на другие языки, а переход на латиницу ещё раз докажет сходство украинского и польского языков и даст полякам повод считать украинский язык не самостоятельным, а лишь диалектом польского.
Левицкий также подчёркивал, что переход на латиницу может спровоцировать раскол среди украинцев, что затруднило бы противостояние попыткам полонизации.
Он критиковал предлагаемые упрощения правописания, говоря о том, что именно язык богослужебных книг наиболее правилен.
Левицкий согласился с Лозинским, что передача звука [jo] при письме кириллицей затруднена, и предлагал либо заимствовать из русского языка букву ё, либо последовать примеру Вука Караджича и заимствовать j для передачи [јo] как јo и [je] в начале слова (впоследствии он использовал только букву ё).

### Аргументы М. Шашкевича
М. Шашкевич писал, что именно в то время у славянских народов началось развитие народной литературы, стало уделяться больше внимания языковым вопросам, становлению языков как литературных. Это и стало, по его мнению, причиной, по которой Лозинский выступил со своим проектом, опираясь на некоторые украинские книги, напечатанные польскими буквами, в частности, на сборник Залеского. Однако он отмечал, что в этих книгах содержится много неточностей, способных сформировать у людей, не владеющих украинским языком, превратное впечатление о нём, и что этим недостаткам подвержен и сборник Лозинского.
На аргумент И. Лозинского, что кириллица препятствует присоединению украинской литературы к европейской, М. Шашкевич отвечал, что важно различать два возможных варианта «присоединения» — либо для внедрения изобразительно-выразительных средств из других языков, либо для того, чтобы жители Западной Европы могли прочесть славянские произведения. О первом варианте он писал, что литература должна вырасти из народного языка, поскольку она является отражением народной жизни, о втором — что неясно, на какую из европейских литератур следует ориентироваться, поскольку единой европейской литературы не существует, и даже латинские буквы иногда по-разному читаются в разных языках. Шашкевич также приводил примеры графических аналогов букв ж, с, ш, ц, ч из разных славянских языков и демонстрировал имеющееся разнообразие, из-за чего каждый народ будет читать украинские буквы по правилам своего языка, что может привести к возникновению неверного впечатления об украинском языке.
Шашкевич указал, что заимствование графической системы какого-то одного славянского языка принципиально не изменит ситуацию, поскольку украинская письменность по-прежнему будет непонятна носителям других восточнославянских языков, а заимствование графической системы какого-то западноевропейского языка сделает украинскую литературу непонятной для представителей других славянских народов.
Далее Шашкевич привёл цитаты П. Й. Шафарика и Е. Копитара, отдающих предпочтение кириллице. Затем он писал о том, что славяне, пользующиеся латиницей, ищут особые буквы для обозначения некоторых звуков, присущих только славянским языкам, о том, что и Й. Добровcкий, и Франц-Серафин Метелько, и Петр Дайнко, и Игнатий Берлич в грамматиках южнославянских языков используют знаки ж, ш, џ, ц, ч для обозначения соответствующих звуков, а не латинские буквы, что Г. Гротефенд и Ю. Клапрот используют кириллические буквы ж, ш, ч для обозначения звуков даже восточных языков. Он подчёркивал, что приводит примеры учёных, которые использовали латиницу, но при этом отдавали предпочтение кириллице.
Шашкевич не соглашался с Лозинским в том, что украинский язык никогда не был литературным, указывая, что язык старых книг был ближе к народному языку, чем к церковнославянскому. С другой стороны, в примечании он указал, что все украинские писари придерживались правил церковнославянского языка, а для письма использовали кириллицу, и что в связи с этим сложно назвать тот язык украинским — скорее, это смесь старославянского, польского и русского, поэтому утверждение Лозинского имеет под собой основания.
М. Шашкевич опровергал аргумент Лозинского о том, что из-за сложной системы названий кириллические буквы трудно усваиваются. По мнению Лозинского, абецадло удобнее, поскольку по названиям be, de, wu легче идентифицировать звуки [b], [d], [v], чем по названиям «бѹки», «добро», «вѣди». Шашкевич писал, что эти названия являются только смысловыми и к тому же всегда начинаются со звука, который обозначают. На аргумент И. Лозинского о том, что для обозначения некоторых звуков в кириллице есть сразу две буквы (соответственно, одна из них лишняя), М. Шашкевич отвечал, что до сих пор до конца не ясно изначальное соответствие букв и звуков в кириллице. Далее он писал, что буквы и и й совершенно различны — и — гласная буква, а й — согласная, соответствующая латинскому j; что буквы и, є в начале слова, ѩ, ю, ѣ обозначают йотированные гласные, причём буква є для обозначения [jɛ] начала употребляться позднее из-за невнимательности переписчиков, а изначально эту функцию выполняла буква ѥ. Шашкевич называл украинский звук [ɪ] средним между і и польским у, русским ы, приближающимся к немецкому ü, и писал, что украинцы всегда обозначают этот звук буквой и. О буквах ъ и ь он писал, что они обозначают соответственно мягкость и твёрдость согласного, и один из них (обычно ъ, поскольку необязательно отдельно обозначать твёрдость согласного) может быть опущен. Шашкевич по сути согласился с Лозинским в том, что буква ъ является лишней. На утверждение Лозинского, что в кириллице нет буквы для обозначения звука [ɡ], он ответил, что этот звук в украинском языке употребляется лишь в заимствованных словах. В старых книгах этот звук обозначался диграфом кг или буквой ґ. Шашкевич указал, что в украинском языке того времени не было слов с аффрикатой [d͡z] (хотя в современном украинском языке она существует), а употребление этого звука на отдельных территориях он считал полонизмом, при этом говоря о наличии аффрикаты [d͡ʒ] и её употреблении параллельно с [ʒ]: виджу и вижу. Он согласился, что специальной буквы для обозначения этого звука нет, и предложил заимствовать букву џ из сербского языка. Шашкевич отвергнул предложение Лозинского о внедрении букв ó, é для обозначения звука [i] в закрытых слогах, поскольку, например, поляки будут читать слова bóh, kóń, rów, méd как бог, ров, кон, мід. Он отметил, что в кириллице после мягкого согласного в родительном или дательном падеже нужно писать не ту же букву, как после твёрдого, и в польском также нужно обозначать мягкость, что привело бы к увеличению количества согласных букв и необходимости употребления диакритики, а не к упрощению написания падежных или личных форм.
М. Шашкевич в своей статье «Азбука і abecadło» не во всем противоречит И. Лозинскому, соглашаясь с ним в вопросе употребления букв ъ, ґ, дз, параллельного употребления букв для обозначения гласных и так далее. Отстаивая кириллицу, он был более склонен использовать гражданский шрифт и фонетическое правописание.

### Ответы И. Лозинского оппонентам
И. Лозинский сразу же написал ответ И. Левицкому, но он был отклонен цензурой. В своей работе Лозинский отмечал, что на Руси язык книг всегда существовал параллельно с живым народным. В России М. Ломоносову удалось создать литературный язык на основе народного, что могло бы стать примером для украинского языка. Для этого больше подошла бы латиница, к тому же, таким образом украинский язык стал бы доступнее другим европейским народам, особенно полякам. Принимать абецадло не обязательно, можно либо как-то иначе приспособить латиницу для украинского языка, либо начать использовать более совершенный гражданский шрифт.
В своём ответе М. Шашкевичу И. Лозинский написал, что стремился лишь к улучшению азбуки, исходя из двух предпосылок — о несовершенстве кириллицы применительно к украинскому языку и о возможности его лёгкого распространения при переходе на латиницу. Он утверждал, что говорить о существовании общей европейской литературы можно будет только в том случае, если для письма на разных европейских языках используются одни и те же знаки, и к ней будут принадлежать лишь литературы тех славянских народов, которые будут употреблять латинские буквы. Он приводил примеры изменений, которые претерпела кириллица при адаптации к различным языкам, — например, в русском г произносится как [ɡ], ѣ как [ie:], е как [je], э как [е] и нет шести букв (ѕ, ꙋ, ѡ, ѿ, ѯ, ѱ), а сербы к тому же заменили дж на џ, и говорил о том, что кириллицу также нужно приспосабливать к особенностям украинского языка.
Лозинский считал, что для того, чтобы украинский язык стал литературным, он должен быть кодифицирован, причём фонетические и грамматические правила должны отражать особенности живой устной речи. Не согласился И. Лозинский с М. Шашкевичем и в том, что абецадло не до конца отражает даже фонетику польского языка.
После того, как и вторая статья была отклонена цензором, Лозинский написал общий ответ Левицкому и Шашкевичу под названием «Ещё раз о введении польской азбуки в русскую письменность» (пол. «Jeszcze raz o wprowadzeniu Abecadła polskiego do piśmiennictwa ruskiego»; известны два варианта статьи — изначальный и исправленный по требованию цензора), который также не был опубликован.
В первом варианте статьи Лозинский крайне резко критиковал И. Левицкого, который считал церковнославянский язык более правильным, чем живой народный, и подчёркивал, что их необходимо отделять друг от друга. Он писал, что следует не критиковать тех, кто создаёт литературные произведения на украинском языке, а всячески их поддерживать, поскольку украинская литература ещё не сформировалась.
И. Лозинский в первом варианте общего ответа Шашкевичу и Левицкому заявил, что завершает спор об азбуке, поскольку со временем станет ясно, чья точка зрения оказалась правильной, а работы останутся памятниками языка; во втором же писал, что не откажется от высказанного мнения.
Он тщательно обосновывал свою позицию, ссылаясь в том числе и на работы учёных того времени, и последовательно придерживался мнения о том, что кириллицу нужно оставить церкви, а для украинского языка использовать адаптированный вариант гражданского шрифта, а лучше всего — латиницу.

### Итоги первой «азбучной войны»
Первая «азбучная война» способствовала глубокому осмыслению языкового вопроса в целом, выйдя за рамки собственно дискуссии об алфавите. Кириллица стала восприниматься украинцами как традиционный яркий символ национальной идентичности, от которого нельзя отказаться. Именно символическое значение кириллицы было основным аргументом её сторонников, хотя латиница имела объективные преимущества перед кириллицей.
Некодифицированность украинского языка и усиливающееся расхождение между книжным и разговорным языком порождали споры по поводу правописания до начала «азбучной войны» 1859 года. Существовало три основные позиции — переход на использование гражданского шрифта и дальнейшее сближение украинского и русского языков, создание нового алфавита, отражавшего бы разговорный язык, на основе кириллицы и переход на латинский алфавит. Именно за латинизацию в конце 1850-х активно высказывались gente Rutheni, natione Poloni («русины польской нации») во главе с Е. Черкавским.

## Вторая «азбучная война»

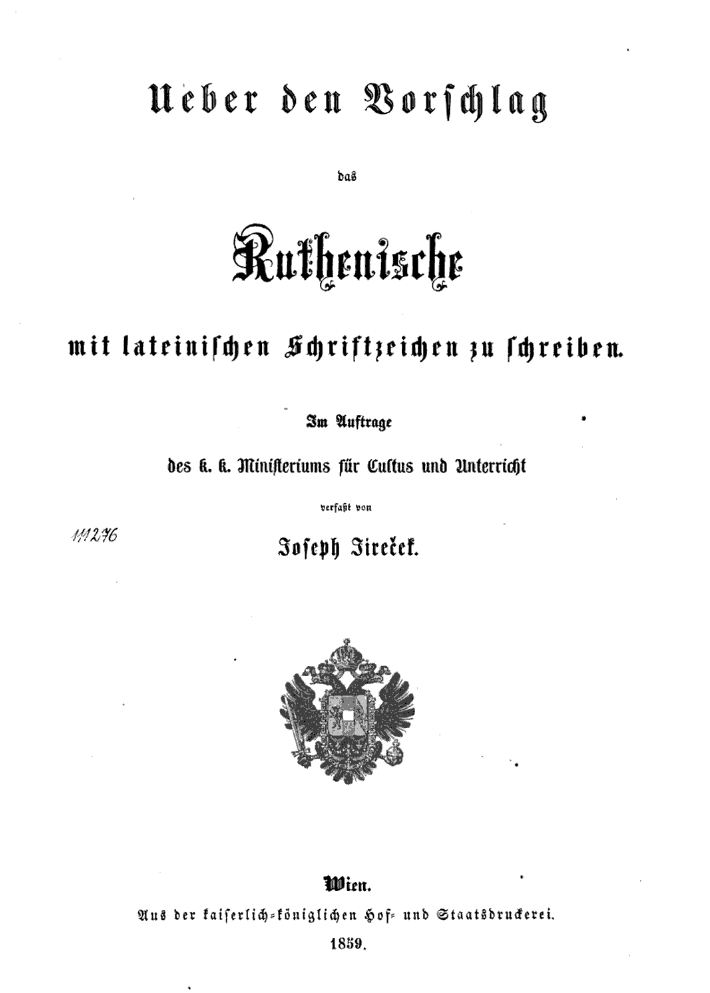
Титульный лист книги Й. Иречека «Über den Vorschlag, das Ruthenische mit lateinischen Schriftzeichen zu schreiben»

Вторую вспышку «азбучной войны» вызвала попытка министра образования Австро-Венгрии Л. Туна под влиянием галицийского наместника А. Голуховского в 1859 году законодательно перевести украинские школы на латиницу. Голуховский, используя проявления русофильства среди части интеллигенции того времени, стремился изобразить украинцев врагами Австро-Венгрии, противопоставляя их полякам. Хотя Голуховский выступал за введение латиницы как средства, позволяющего избежать русификации (к которой, по его мнению, вела логика национального развития украинцев), на самом деле он стремился к полонизации украинцев.
В отличие от первой «азбучной войны», охватившей только интеллигенцию, вторая вызвала горячие протесты и среди малограмотных крестьян.
Чтобы украинцы не воспринимали введение латиницы как попытку полонизации, Л. Тун предложил не использовать польский алфавит, а добавить к латинскому новые буквы. Свой проект представил Е. Черкавский, но в итоге был выбран проект Й. Иречека на основе чешского алфавита.

### «О неудобности латинской азбуки въ писменности руской»
В конце 1858 года вышел в свет сборник украинских стихотворений «Nowyi poezyi maloruskii t. j. pisny, dumy, dumki, chory, tanci, ballady etc. w czystom jazyci Czerwono-Rusyniw, wedla zytia zwyczaiw ich i obyczaiw narodnych» в 3 томах, напечатанный латинскими буквами. Его составителем был Л. Венглинский.
Он разработал собственную фонетическую орфографию на основе польской латиницы, предлагая устойчивые соответствия о = o, а = a, е = e, п = p, б = b, в = w (в том числе в конце глаголов мужского рода в прошедшем времени, в соответствии с произношением), і = i, у = u, я = ja, є = je, ю = ju, ї = ji, ш = sz, ч = cz, ж = ż, л = ł, [л'] = l, х = ch, г = h и так далее. Мягкость согласных передавалась так же, как и в польском языке — в конце слова, перед согласным и в сочетаниях со свистящими с помощью диакритических знаков, например, ń, ć, ś, ź (szczoś); перед гласными употреблялась также i, а для обозначения мягкости t и d перед согласными и в конце слова употреблялся диакритический знак: mat’, bud’.
На выход в свет сборников Венглинского резко негативно отреагировал Б. А. Дедицкий, напечатавший большую статью в приложении к венской газете «Вестник». Автор критиковал не только попытки латинизации письма, указывая, что автор не придерживается никаких орфографических правил, и даже на одной странице одно и то же слово может быть написано по-разному, но и собственно содержание книг, отмечал их низкую художественную ценность. Параллельно с этим он начал писать труд «О неудобности латинской азбуки въ писменности руской», вышедший отдельной брошюрой в начале 1859 года в Вене. В этой работе он прямо указал на то, что поводом к её написанию послужило именно появление книг Венглинского.
В первом разделе автор осветил историю кириллицы, сравнил её с другими азбуками, утверждая, что она в наибольшей степени отражает дух украинского языка, объединяя в себе точность передачи произношения и этимологии слов, не приводя, впрочем, достаточных аргументов.
Второй раздел посвящён латинице. Дедицкий указал на то, что в латинском алфавите, с одной стороны, не хватает знаков для передачи некоторых звуков, а с другой стороны — в нём одной буквой обозначаются одинаковые звуки, имеющие разную этимологию, что не позволяет ни точно передавать звуки на письме, ни отобразить происхождение слов.
Анализируя чешский, польский и венгерский алфавиты, Дедицкий пришёл к выводу, что ни один из них не подходит для латинизации украинского языка. Он отметил, что в этих языках невозможно отличить і, ô от ѣ, и от ы, є от ѣ, ё от іо, ьо, ѧ от ꙗ, отсутствуют аналоги щ, л, ч, ш, ѣ, и даже с помощью всех этих трёх алфавитов сразу невозможно точно передать ни произношение слов, ни их этимологию. Дедицкий писал, что для передачи і, и, этимологических ѣ, о, е (перешедших в произношении в [i]) в этих алфавитах используется одна буква і, что упрощает язык, однако может привести к неоднозначности на письме, вплоть до невозможности понять смысл текста. Автор привёл примеры слов, в которых фонема [і] имеет разное происхождение, и примеры разного произношения этимологического о в новозакрытых слогах в различных диалектах (подкарпатские формы kyń, wyl, ryk, закарпатские kuń, wul, ruk), отметил, что латиницей все эти варианты будут передаваться при помощи одной буквы і. Автор считал, что невозможно создать такой алфавит на основе латиницы, чтобы и буквы правильно отражали звуки, и не возникало различий в правописании между разными диалектами.
Дедицкий считал, что украинский литературный язык нужно создавать по образцу древних литературных памятников, чтобы поддержать литературную традицию и подтвердить связь современного литературного языка с языком X—XI веков, а переход на латиницу прервал бы 900-летнюю историю письменности, что пагубно отразилось бы на развитии украинской литературы.
Дедицкий опровергнул и аргумент о том, что после перехода на латиницу украинская литература стала бы ближе к европейскому читателю, стала бы более понятной для других славянских народов, которые понимают украинский язык, но читать на нём не умеют. Автор статьи утверждал, что сами буквы можно выучить очень быстро. Не доказывает превосходства латиницы и то, что польскими буквами писали украинскоязычные произведения Т. Падура, В. Залеский, И. Лозинский и другие. Первые двое писали для поляков, чтобы познакомить их с украинским фольклором, а остальные писали ещё до 1848 года. Он указывал, что утверждение о том, что латинские буквы более красивы, безосновательно, да и изменить кириллический шрифт при желании несложно. Дедицкий утверждал, что при переходе на латиницу возникло бы множество споров, причём не только по поводу выбора наиболее подходящего правописания, но и по поводу самого названия нового алфавита. В конце статьи он ещё раз подчеркнул, что латинизация приведёт к разрыву в литературе и культуре в целом.

### Статья в «Lemberger Zeitung» и «Споръ о рускую азбуку»
В мае 1859 года сначала в «Lemberger Zeitung», а потом в польской «Gazecie Lwowskiej» была опубликована анонимная (И. Франко считал, что её автором был Е. Черкавский, а Б. Дедицкий — что Й. Иречек) статья «Латинские буквы в украинском языке» (нем. Die lateinischen Schriftzeichen in der ruthenischen Sprache), в которой критиковалась брошюра Дедицкого. Черкавский настаивал на культурно-цивилизационных преимуществах использования латиницы. Возможно, эта статья была «пробным камнем» перед выходом работы Иречека.
В качестве ответа Дедицкий, воспринявший статью как личное оскорбление, начал писать работу «Споръ о рускую азбуку», которая будет издана во Львове уже по завершении дискуссий о правописании. В ней он сообщил, что полемика завершилась удачно для украинцев.
Вся эта статья — опровержение аргументов Е. Черкавского. Так, на его утверждение, что некоторые украинские писатели, например, Основьяненко и авторы «Русалки Днестровой», пытались реформировать кириллицу и этимологический принцип правописания, Б. Дедицкий ответил, что это были не реформы, а лишь поиск путей улучшения, а авторы «Русалки» в своих более поздних работах отказались от фонетического письма. Критично он отозвался и о творчестве Основьяненко и Шевченко, полагая фонетический принцип правописания неправильным.
Критикуя этимологическое правописание, автор немецкой статьи иронически заявлял, что правописание должно восходить не к праславянским корням, а к санскриту, чтобы прослеживалась вся этимология слова. На это Дедицкий ответил, что каждый индоевропейский язык по-своему отражает этимологию. Автор немецкой статьи отмечал, что Дедицкий заимствовал из русского языка написание и после г, к, х, на что Дедицкий ответил, что такое написание якобы встречается и в древних литературных памятниках. Он подчёркивает, что мало перейти на латиницу — следует принять правописание, которых во всей Европе существует около двадцати. Он указывал, что автор немецкой статьи лишь предлагает добавить к латинице дополнительные знаки, но не предлагает принять конкретное правописание.
Дедицкий отстаивал этимологический принцип правописания и кириллицу, причисляя к её достоинствам и её недостатки, например, наличие нескольких графем для обозначения одной фонемы (в частности, [і]).
Б. Дедицкому удалось настроить галицийскую интеллигенцию против латиницы ещё до появления проекта Иречека.

### «Über den Vorschlag, das Ruthenische mit lateinischen Schriftzeichen zu schreiben»
Правительственный проект введения украинской латиницы на основе чешского правописания был изложен в брошюре секретаря министерства образования Йозефа Иречека «О предложении писать по-украински латинскими буквами» (нем. «Über den Vorschlag, das Ruthenische mit lateinischen Schriftzeichen zu schreiben»), изданной в начале мая 1859 года в Вене.
Иречек обосновывал стремление перевести украинский язык на латиницу слишком сильным влиянием церковнославянского языка, затруднявшим развитие украинского языка как литературного, в то же время указывая, что свою негативную роль в этом процессе сыграли и политические причины. Он писал, что некоторые считают литературным языком именно церковнославянский, а народный украинский язык расценивают как вульгарный и непригодный в качестве литературного. Иречек указывал на то, что старославянский язык, пришедший к украинцам вместе с христианством, был сформировавшимся литературным языком. Впоследствии старославянский стал использоваться для создания светских произведений, и это серьёзно тормозило развитие живого народного языка как литературного. В то же время народный язык оказывал определённое влияние на церковнославянский, и со временем в нём утвердилось множество народных элементов. Это привело к тому, что язык церковных книг стали считать «старшей» формой украинского, единственной, которая может быть литературной. Даже писатели, стремившиеся писать литературу народным языком, иногда использовали церковнославянские формы.
Также Иречек указывал, что к тому времени ещё не было создано ни одного учебника украинского языка, по которому действительно можно было его изучать, поскольку их язык — смесь украинского, церковнославянского и русского, а причина этого заключается в том, что из церковнославянского и русского была заимствована орфография украинского языка, и необходимо её изменить, поскольку литературный язык постепенно отдалялся от народного.
Иречек пришёл к выводу, что необходимо либо приспособить к украинскому языку кириллицу, либо заменить её на чешский алфавит, поскольку кириллица, создававшаяся специально для старославянского языка, не подходит для живых славянских языков — некоторые звуки не могут быть переданы кириллицей. Так, например, звуки [ɦ] и [g] обозначаются одной буквой г. Далее он высказал мнение о том, что без перехода на латиницу церковнославянский и русский языки по-прежнему будут негативно влиять на развитие украинского языка, и в конечном счете само существование украинской литературы может оказаться под вопросом. Тем же, кто опасается полонизации, он указал на наличие поддержки украинского языка и литературы со стороны государства.
Также Иречек указывал на то, что в Галиции крайне мало людей владели грамотой, а поскольку им приходилось изучать также немецкий и польский языки, то после латинизации украинского языка обучение упростилось бы. С другой стороны, Иречек отмечал, что изучение кириллицы в школах нужно продолжить, поскольку грекокатолическая церковь использует церковнославянский язык как богослужебный. Таким образом, нужно было бы изучать и кириллицу, и латиницу, и обучение не стало бы более простым.
Н. П. Лесюк отмечал, что работа Иречека написана научно, показывает хорошее его знакомство с языковой ситуацией в тогдашней Австро-Венгрии, а почти все утверждения автора можно было бы принять безоговорочно, но замена кириллицы на латиницу была категорически неприемлемой для украинцев. Проект Иречека был хорошо продуман, учитывал уже имевшийся к тому времени опыт реформирования славянских азбук, он был своеобразным компромиссом между этимологическим и фонетическим принципами правописания и сочетал различные латинские графики — так, из чешского алфавита заимствовались буквы č, š, ž, ě, v, j, а из хорватского — ć.
В. Е. Моисеенко к сильным сторонам проекта Иречека относил, в частности, последовательность отображения смягчения согласных при помощи апострофа (например, t — t’), но отмечал, что ему не удалось полностью отразить фонетику украинского языка и критиковал подход Иречека, опиравшегося не столько на живую речь, сколько на галицийские украинские книги того времени.

### Комиссия министерства образования
В середине мая 1859 года наместничеством были посланы приглашения принять участие в работе комиссии по вопросу введения латиницы в украинскую литературу. Формально речь шла об открытом обмене мнениями, однако А. Голуховский дописал на приглашениях, что будут обсуждаться и мероприятия, которые должны были бы начаться уже с нового учебного года, в частности, изъятие книг на церковнославянском языке из государственных школ. Я. Головацкого, А. Яновского и Т. Полянского отдельно просили поддержать намерения правительства. На приглашении И. Лозинского Голуховский собственноручно дописал постскриптум, в котором подчеркнул, что рассчитывает на поддержку с его стороны, поскольку в своё время тот выдвигал подобную идею. Также адресатам был послан проект Иречека.
Для обсуждения и утверждения проекта Иречека постановлением министерства образования от 8 июня 1859 была создана комиссия, состоявшая из 13 человек: греко-католического епископа С. Литвиновича, священников М. Е. Куземского и М. И. Малиновского, профессора Я. Ф. Головацкого, школьного инспектора Е. Черкавского, И. Лозинского, директоров гимназий А. Яновского и Т. Полянского, профессора львовской гимназии Н. Котлярчука (не принимавшего участия в заседаниях комиссии), референтов по вопросам школьного образования в губернии Е. Зелига и К. Моша, а также Й. Иречека и главы комиссии — А. Голуховского. Во время её заседаний (в июне 1859 года было проведено четыре заседания) большинство представителей Галиции (Я. Головацкий, М. Куземский, М. Малиновский, И. Лозинский), однако, высказались против введения латиницы, расценив это как покушение на национальные права, которое вело к разрыву с исторической традицией и угрожало полонизацией. За проведение реформы выступили министерские чиновники Й. Иречек и Е. Черкавский, постепенное реформирование путём введения латиницы в украинских книгах отстаивали Т. Полянский, А. Яновский, К. Мош и Е. Зелиг. Против проекта также выступили известные слависты П. Й. Шафарик и Ф. Миклошич; министерский советник Г. Шашкевич и другие представители украинской общественности. Вёл заседание А. Голуховский. Уже в начале дискуссии им были раскритикованы украинские писатели, которых он обвинил в распространении великорусского языка, и все галицкие украинцы, которые никак этому не противодействовали, из-за чего инициативу в языковом вопросе было вынуждено перехватить правительство. Голуховский не скрывал политическую антироссийскую подоплёку азбучной реформы. Продолживший дискуссию Иречек настаивал, что азбучная реформа поможет украинскому языку избежать «превращения в великорусский». Е. Черкавский также основывал аргументацию на том, что при переходе на латиницу украинцы смогут «приблизиться к просвещённым европейским кругам».
Реакция украинцев заметно отличалась от предыдущих ответов на аналогичные обвинения. Литвинович отметил, что никому не следует брать на себя роль ментора для украинцев, поскольку основы современного европейского образования требуют обеспечить народное образование на национальном языке при помощи соответствующего письма, для чего вполне подходит кириллица. Он задал направление выступлениям представителей украинцев, назвав кириллицу одним из последних признаков национальной идентичности, от которого невозможно отказаться. Я. Головацкий, М. Куземский и М. Малиновский сформулировали свою позицию в нескольких меморандумах, которые обсуждались во время дальнейших дискуссий.
М. Куземский возложил вину за трудности в развитии народного образования на прессу, подогревавшую антирусофильскую истерию. Прежде всего он отверг утверждения Иречека и Голуховского о том, что украинцы не смогли кодифицировать свой язык и создали условия для русификации. Меморандум заканчивался констатацией того, что планы латинизации — не что иное, как атака поляков на галицких украинцев и на греко-католическую церковь. Куземский требовал отмены планов латинизации и выработки последовательной политики министерства образования для распространения украинского языка как языка образования, помощи в издании школьных учебников. Кроме того, он предложил опубликовать опровержение планов латинизации, чтобы успокоить «взволнованное население края». Это было его самое резкое публичное выступление, в котором впервые зашла речь о предательстве украинцев венским правительством. Он был обвинён и в оскорблении католической церкви, Голуховский призвал к церковной цензуре. Иречек указал Куземскому, что атаки на него являются атакой на центральное правительство. Кроме того, Куземского обвинили в поддержке русофилов. 7 июня он вышел из состава комиссии и подал письменный протест, в котором обвинил наместничество в том, что именно оно, а не венское правительство, является вдохновителем латинизации.
М. Малиновский подробно проанализировал политику галицийских властей в 1850-х годах: постановлениями краевого президиума и наместничества от 1856 года было отменено преподавание украинского языка в средних школах; в том же году под давлением помещиков было принято решение о необязательности открытия украинских школ, уже с 1851 года знание украинского языка не было обязательным требованием к чиновникам в Восточной Галиции. С началом Крымской войны начали звучать и обвинения украинцев в русофильстве, которые вредили в том числе и печати украинских книг. Он указывал, что действительные русофилы являются незначительным меньшинством.
Я. Головацкий повторил высказанный им ранее тезис о самостоятельности украинского языка и высказался за использование этимологического правописания и создание литературного языка на основе не только народного языка, диалектов, но и древних литературных памятников. Он подчеркнул, что это никоим образом не означает того, что украинский язык станет диалектом русского. И. Лозинский также отверг латинизацию, отойдя от своих ранних убеждений. Он требовал переподчинить народные школы, обучение в которых велось на украинском языке, греко-католической консистории и отстаивал придание украинскому языку официального статуса в Восточной Галиции. Советник министра образования Григорий Шашкевич охарактеризовал латинизацию как польскую интригу, которую Голуховский пытается реализовать, пользуясь помощью со стороны центрального правительства.
Сторонники введения латиницы, в отличие от своих противников, не имели чёткой консолидированной позиции. В двух донесениях Л. Туну в июне и июле 1859 года по результатам работы комиссии Голуховский подверг резкой критике противников реформы, в частности, сообщал, что «партия» Н. Куземского состояла из греко-католических священников, имевших симпатию к православию. В то же время было упомянуто о стремлении украинцев перейти на латиницу и о намерении постепенно перепечатать латиницей школьные учебники.

### Итоги второй «азбучной войны»
Широкие протесты общественности, в том числе жалобы митрополита Галичского Григория Яхимовича на имя императора Франца Иосифа I по поводу попыток наместничества вмешаться в украинские школьные и церковные дела, вынудили австрийское правительство отказаться от намерения латинизировать украинскую письменность.
25 июля 1859 года министерство наук и богослужений утвердило решение по вопросам правописания, основываясь на соответствующем решении азбучной комиссии. Отказавшись от идеи введения латиницы, министр утвердил только те предложения Голуховского, которые могли повредить сближению норм орфографии в Галиции и украинских землях, входивших в состав Российской империи. Галицийские власти могли дублировать латиницей кириллические тексты законов, запрещалось использование гражданского шрифта, расценивавшегося как российское влияние, в начальных народных школах разрешалось использование не только польских, но и украинских текстов, латинизированных по польскому образцу, твёрдый знак исключался из алфавита, власти поддержали идею Е. Черкавского о введении фонетического письма для украинцев. Любого влияния других языков следовало избегать, за исключением заимствования слов, которых не было в украинском языке. «Азбучная война» привела к утверждению на государственном уровне консервативной языковой политики.
Однако на практике чаще всего использовался именно гражданский шрифт, а с использованием церковнославянской азбуки печатались в основном богослужебные книги. Латиницу употребляли в местах компактного проживания украинцев среди народов, слабо знакомых с кириллицей, из практических соображений — в различных учреждениях, а в исключительных случаях — и в школах. В дальнейшем свои произведения латиницей писали, например, Платон Костецкий, Леон Венглинский и Тимко Падура.
24 марта 1861 года был издан декрет, отменяющий предыдущие распоряжения, касавшиеся украинского правописания. Вопрос его унификации и фонетизации остался нерешённым.
Наступление на кириллицу, воспринимавшуюся как последний национальный символ, объединило русофилов и украинофилов. Вмешательство властей привело к тому, что символическое значение кириллицы значительно возросло. И русофилы, и украинофилы признали необходимость опираться на народный говор, развивать и дополнять его, не соглашаясь между собой в том, на какой основе это должно происходить — русского литературного языка, формировавшейся литературной нормы украинского или же «язычия». Впоследствии языковой вопрос стал основой для дискуссии о национальной самоидентификации восточнославянского населения Австро-Венгрии.